# Carl Götzloff

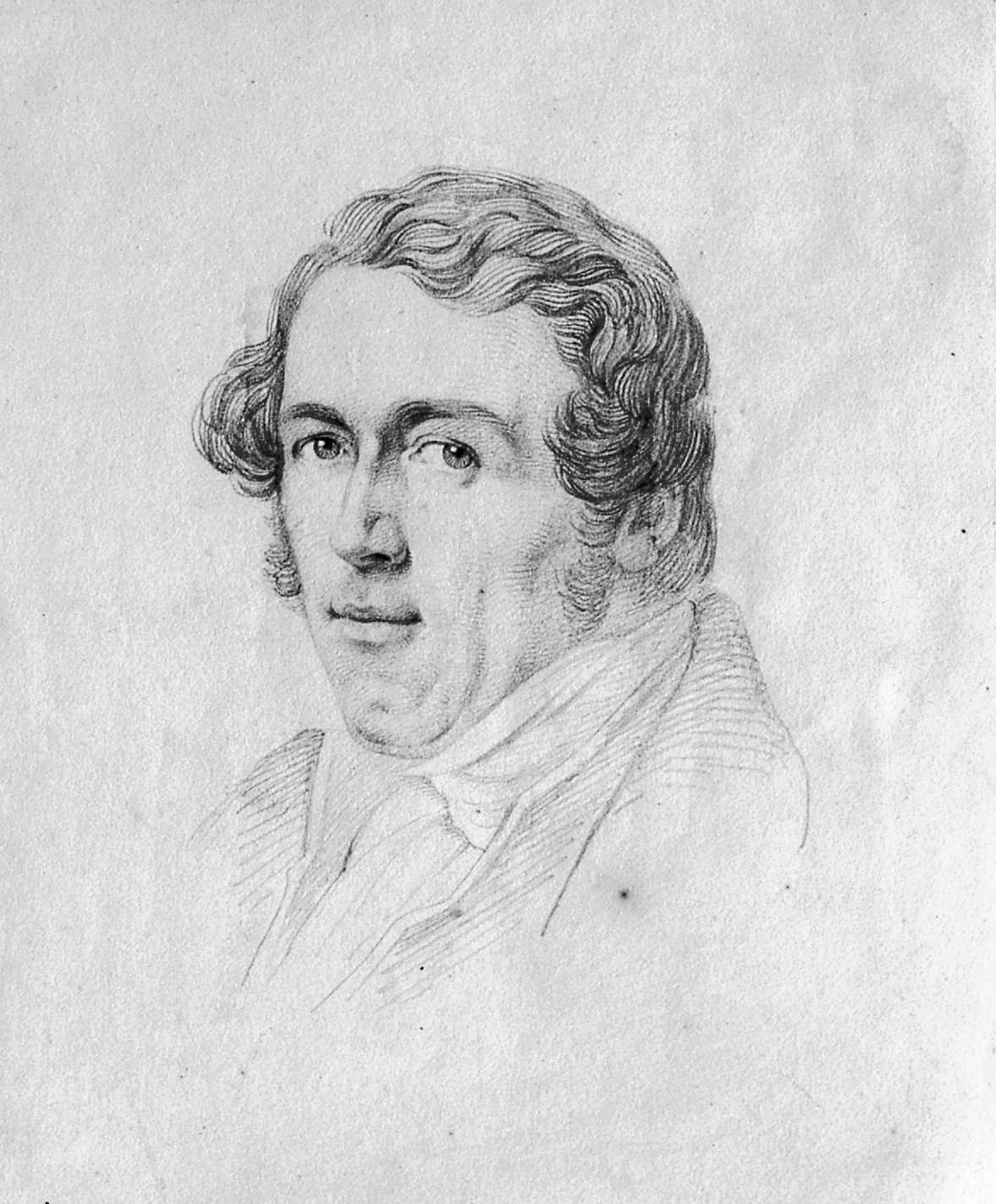
Selbstbildnis, um 1821

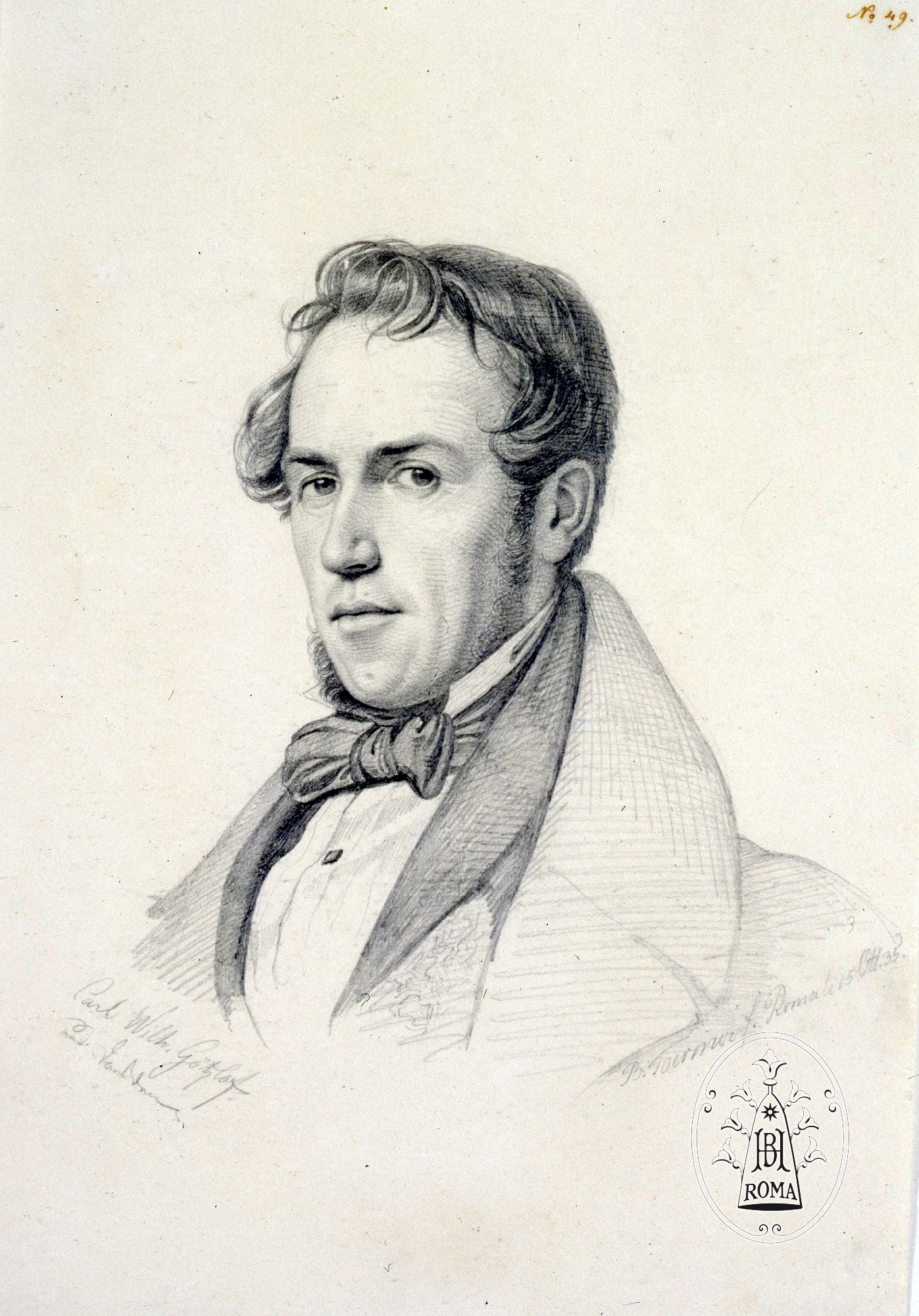
Carl Wilhelm Götzloff, gezeichnet von Benno Friedrich Törmer, Rom 15. Oktober 1835

Carl Wilhelm Götzloff (* 27. September 1799 in Dresden-Neustadt; † 18. Januar 1866 in Neapel) war ein deutscher Landschaftsmaler.

## Leben

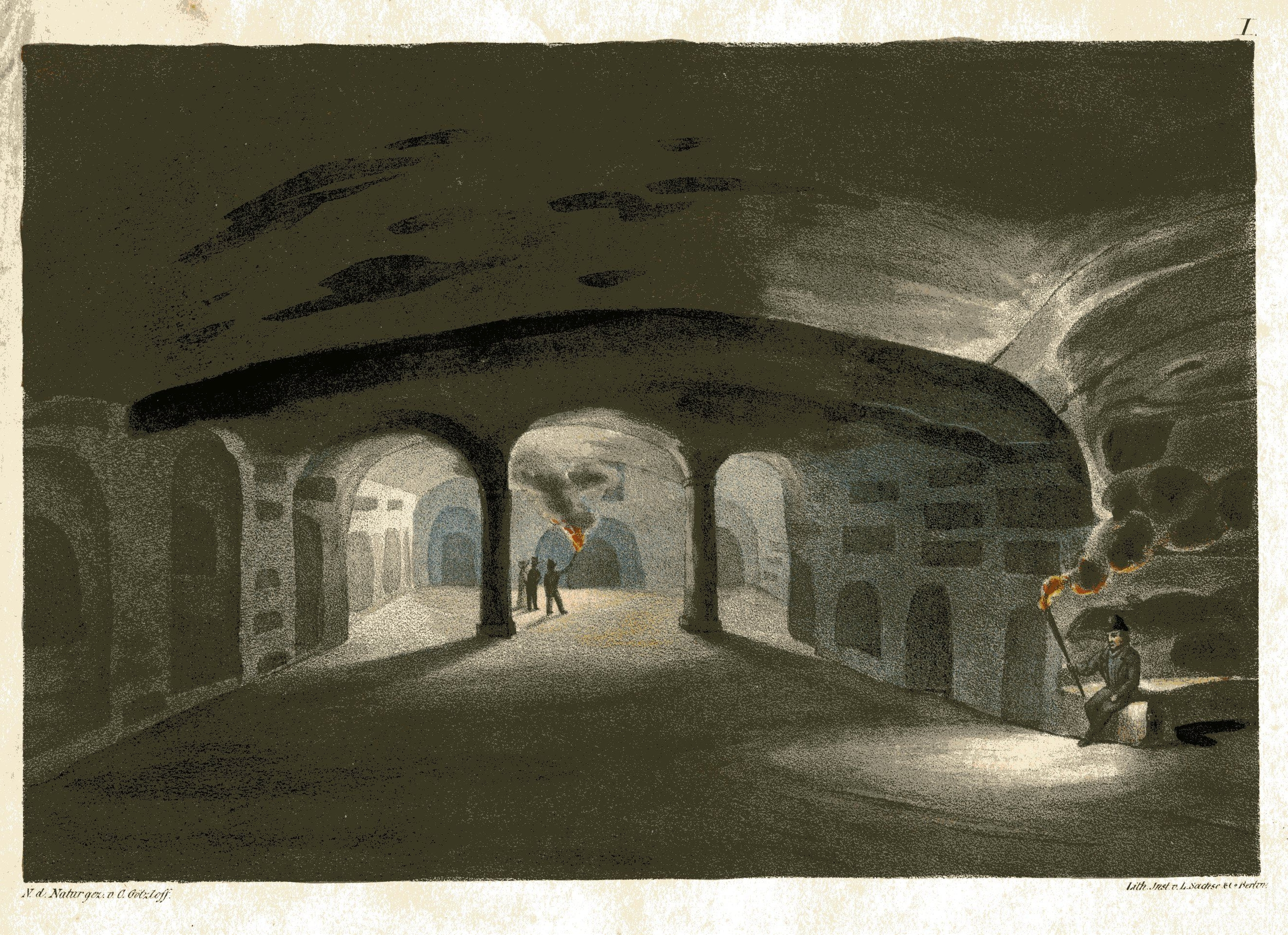
Katakomben des heiligen Januarius

Er wuchs als jüngstes von drei Kindern (Friedrich August und Karoline Wilhelmine) des Stadtwachtmeisters Friedrich Adrian Götzloff und dessen Ehefrau Dorothea, geb. Luder auf.
Von 1814 bis 1821 war Carl Götzloff Schüler der Kunstakademie in Dresden bei Johann August Hahn, Zeichenmeister, Carl August Richter, Radierer und Kupferstecher, Johann Adolf Darnstedt, Professor für Kupferstich, Friedrich Christian Klaß, Professor für Landschaftsmalerei, Caspar David Friedrich und Johan Christian Clausen Dahl.
Bereits 1820 erhielten zwei von ihm gemalte Landschaften eine erste Prämierung auf der Ausstellung der Kunstakademie in Dresden. In dieser Zeit verkehrte er im Kreis um Carl Ferdinand Berthold (1800–1837). Als Stipendiat reist er ein Jahr später über Trier, Kaub, Heidelberg, St. Gotthard und Bellinzona in Begleitung Josef Anton Drägers nach Rom (25. 10). Eine zweite Kunstreise mit Johann Christian Reinhart führte ihn im März 1822 nach Tivoli und Frascati. Von Juni bis November unternahm er eine Exkursion mit Heinrich Reinhold ins Albaner- und Sabinergebirge, wo er die Bekanntschaft mit Joseph Anton Koch macht. Weitere Studienreise folgten 1823 und 1824 und führten ihn bis zum Golf von Neapel. Gegen Ende des Jahres 1824 unternahm er mit Baron Üxküll-Gyllenband eine Reise nach Sizilien und Malta.

### Umzug nach Neapel

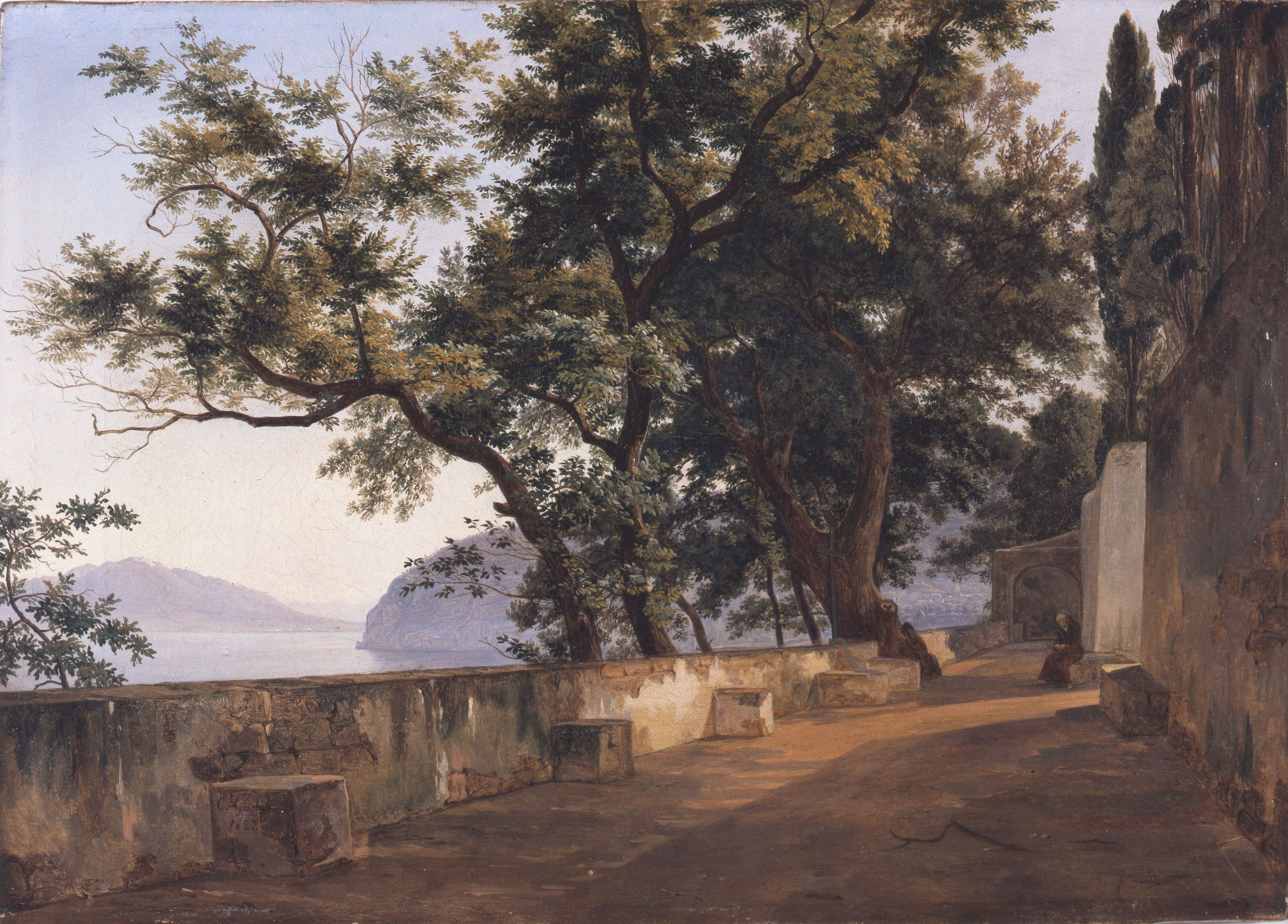
Garten der Kapuziner bei Sorrent (1827)

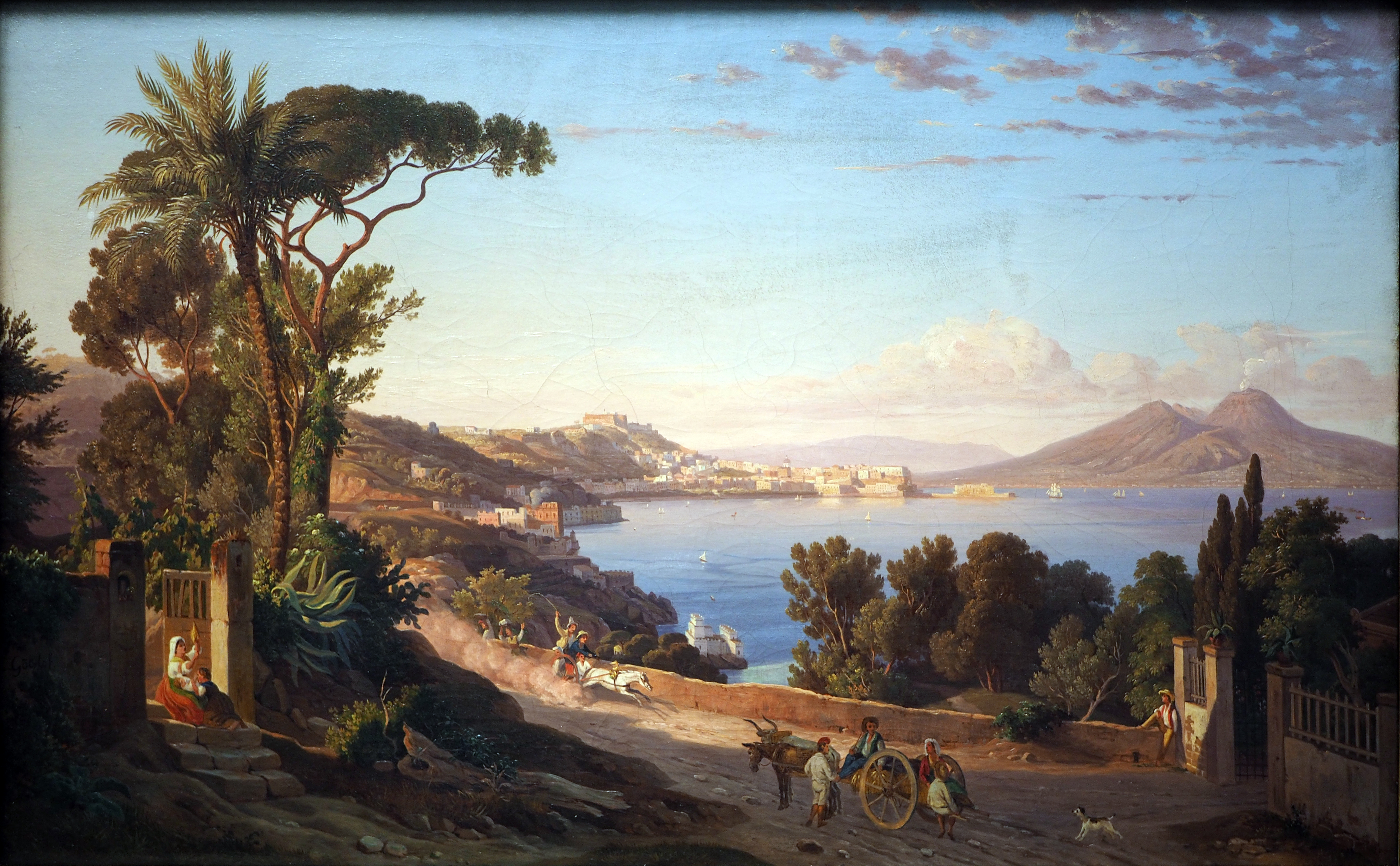
Ansicht von Neapel, um 1850, Hamburger Kunsthalle

Dieser wurde nun sein neuer Arbeitgeber und Götzloff zog nach Neapel um. Zu seinen Wandergefährten in Neapel zählten nun Ludwig Richter, Ludwig von Maydell, Nikolaus Hoff, Johann Heinrich Schilbach und Hans Georg Haderer, mit denen er zum Vesuv wanderte, um zu malen.
Ab 1826 wohnte er in Neapel in der Vicoletto del Vasto 15, zusammen mit Anton Sminck van Pitloo (1790–1837), Giacinto Gigante (1806–1876) und Teodoro Duclere (1816–1867). Im gleichen Jahr erhielt er die Ehrenmitgliedschaft der Dresdner Kunstakademie verliehen.
1827 wurde Götzloff Kunstlehrer im Dienst des Prinzen Leopold I. von Sachsen-Coburg in Landschafts- und Sittenstudien. Dieser gab acht Gemälde in Auftrag. In den nächsten Jahren machte er die Bekanntschaft von August von Platen, Gustav Gündel, Carl Gustav Carus in Pozzuoli, Joseph von Führich, Adolf Zimmermann, Carl Blechen, Ludwig Leopold Schlösser, August Kopisch und Carl Christian Bunsen. Weitere Reisen nach Sizilien und Aufenthalte auf Capri und Ischia und in Matese, im Piemont folgen 1831 und 1833.
Am 1. April 1835 wurde er Hofmaler des Königs beider Sizilien, Ferdinand II. ernannt. Er trat eine erste Reise in die Heimat in Begleitung seiner Braut Louisa Chentrens an. Während seines Aufenthalts in Dresden wurde er zum Mitglied der königlichen Kunstakademie ernannt. Am 11. Dezember 1835 heiratete er in Dresden Louisa Chentrens.

### Geburt der Kinder
- 1836 – Geburt des ersten Sohnes, Hugo Richard (9. August), in Neapel
- 1838 – Geburt des zweiten Sohnes, Karl Hermann (9. August)
- 1841 – Geburt des dritten Sohnes, Guido Edmondo (8. Januar)
- 1842/44 – Geburt des vierten Sohnes, Albert Oscar

1845 zog die Familie in die Cappella Vecchia Nr. 5 in Neapel um. Im selben Jahr besuchte ihn Theodor Mommsen. Bestellungen des belgischen Königs ermöglichten ihm Reisen nach Sizilien und Ischia. Er pflegte freundschaftliche Beziehungen zu Friedrich Hebbel. Ein Jahr später erhielt er die Ernennung zum Antiquitätenagent für das Berliner Museum durch den König von Preußen. Sein Ruf war nun sehr weit gedrungen und er bekam Auftragsarbeiten für die russische Zarin und des Prinzen Albrecht von Preußen.

### Rückkehrbemühungen nach Deutschland
1848 siedelte die Familie nach Sorrent während der politischen Unruhen um. Auch forcierte Götzloff seine Anstellungsbemühungen in Berlin aufgrund erneuter finanzieller Engpässe. In diesem Jahr besuchte ihn sein Freund Christian August Kestner. Im April 1849 begleitete er das 4. Berner Regiment zur Eroberung von Catania. 1850 kehrte die Familie nach Neapel zurück, wo sein ältester Sohn Hugo Richard im März verstarb. 1852 wurde er zum Ritter im „Orden Leopolds, König der Belgier“ ernannt. Mit Pastor Christian Friedrich Bellermann schickte Götzloff am 17. Mai des Jahres seinen Sohn Carl Hermann nach Berlin. Er machte Reisen nach Sorrent, Genua und in die Schweiz. In Zürich traf er den alten Freund der Familie, Theodor Mommsen, der häufig Gast im Haus der Familie in Sorrent oder Neapel war. 1855, nach dem Tod seiner Ehefrau Louisa im Herbst, versuchte er verstärkt nach Deutschland zurückzukehren. Verzweifelte Anfragen nach einem Arbeitsverhältnis in Deutschland belegen seine Bemühungen.
1857, nach einer Reise nach Dresden gönnte er sich eine Kur in Karlsbad im Juli (10. bis 25. Juli) und danach einen Aufenthalt am Comer See. Die Hoffnungen nach Deutschland zurückzukehren zerschlugen sich 1861, als seine Gemälde in der Kunstausstellung in Dresden nicht verkauft wurden und seine Schwester sie ihm zurücksenden musste. 1864 musste er seinen Sohn Guido Edmondo aus der Gefangenschaft freikaufen. Ein Jahr später heiratet dieser Sohn Marie Bonnefoi aus Neapel. Doch er erlebte nicht mehr die Geburt seines ersten Enkels, denn der Künstler starb am 18. Januar 1866.